# Гідромедуза Максиміліана
Гідромедуза Максиміліана (Hydromedusa maximiliani) — вид черепах з роду Гідромедуза родини Змієшиї черепахи. Інша назва «бразильська гідромедуза».

## Опис
Загальна довжина карапаксу досягає 19,8—21 см. Голова середнього розміру, сплощена. Шия струнка, надзвичайно витягнута, значно перевищує карапакс у довжину. На ній присутня безліч наростів. Карапакс має овальну форму. На ньому розташовано 1 кіль, що проходить по середині. На лапах по 4 кігтя.
Голова коричневого або оливкового-сірого кольору зверху і кремова знизу. Кольори поділяються досить різко. У деяких особин на тимпанічному щитку присутня темна пляма, яка оточена білим пігментом. Щелепи кремові або жовті. Шия коричнева або більш темна. Карапакс має коричневе забарвлення. Пластрон й перемичка кремового або жовтого кольору з темними плямами на коричневих областях. Кінцівки зверху сірі, знизу кремові або жовті. Хвіст зверху оливковий й жовтий знизу.

## Спосіб життя
Полюбляє повільні поточні водойми з кам'яним дном. Часто ховається в опалому листі. Харчується комахами, десятиногими раками, п'явками, рибою, земноводними, дрібними ссавцями, зрідка рослинами.
Самиця відкладає 3 яйця розміром 40×25 мм. Розмір новонароджених черепашенят близько 47,3 мм.

## Розповсюдження
Мешкає у бразильських штатах: Баїя, Мінас-Жерайс, Еспіріту-Санту, Ріо-де-Жанейро і Сан-Паулу.